# 181249 Ткаченко
181249 Ткаче́нко (181249 Tkachenko) — астероїд головного поясу, відкритий 30 жовтня 2005 року в Андрушівці. Названий на честь Віктора Ткаченка, директора Київського Палацу спорту.
(181249) Tkachenko = 2005 UZ158
Viktor Tkachenko (b. 1953) has been director of the Kyiv Palace of Sports. He has been a constant proponent of the idea of enhancing society through a combination of improving one’s physical fitness and overall human spiritual values. He is a poet, regional specialist and organizer of many charitable events.